# Ter Aar

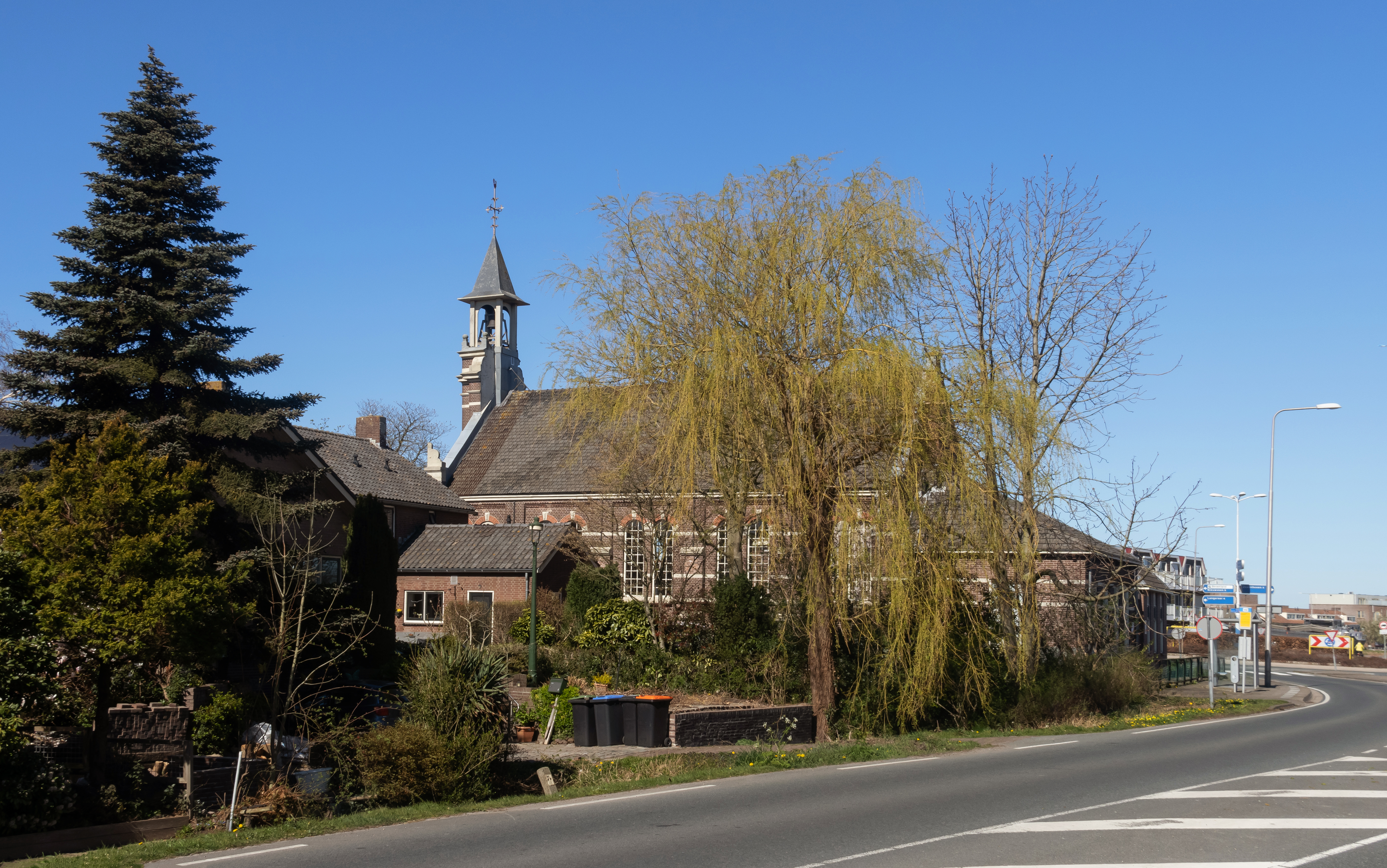
De gereformeerde kerk in Ter Aar

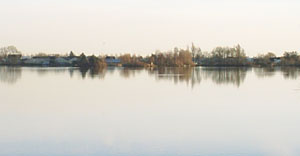
De Langeraarse Plassen gezien vanaf de Langeraarseweg

Ter Aar (uitspraakⓘ) is een plaats in de gemeente Nieuwkoop in de Nederlandse provincie Zuid-Holland. De voormalige buurtschap Aardam lag waar Ter Aar nu ligt.
Tot 1 januari 2007 was Ter Aar een zelfstandige gemeente, per 2007 is Ter Aar samengegaan met Liemeer en Nieuwkoop onder de naam Nieuwkoop.

## Ligging
Ter Aar ligt vlak bij Alphen aan den Rijn op 30 km van Amsterdam. Qua snelwegen ligt Ter Aar niet zo gunstig: de dichtstbijzijnde toeritten liggen bij Bodegraven (A12) en Leimuiden (A4), waar Ter Aar precies tussenin ligt.

## Geschiedenis
De huidige brug over het Aarkanaal neemt nog altijd een centrale plaats in Ter Aar in. Vóór 1788 heette het dorpje op deze plaats Langeraar, maar na het doorbreken van een dijk bij het Braassemermeer werd het oude Langeraar weggespoeld. Het 'nieuwe' Langeraar is daarna opgebouwd op de huidige plaats.
Op 10 juli 1840 annexeerde Ter Aar de toenmalige gemeente Vrijhoeven.
Bij de dam in de Aar is de huidige kern Ter Aar ontstaan. Op de plaats van de oorspronkelijke katholieke is later het hervormde kerkje gebouwd. Ter Aar is van origine een agrarische kern. Vooral aan de Ringdijk zijn nog veel boerderijen te zien. Daarnaast zijn er in deze kern veel nieuwbouwwijken bij gekomen. Eerder waren er in Ter Aar alleen de Westkanaalweg, de Kerkweg (nu gedeeltelijk Aardamseweg) en de Ringdijk. Inmiddels is de ruimte tussen deze wegen nagenoeg opgevuld en breidt Ter Aar zich nog altijd verder uit. Er zijn diverse nieuwbouwprojecten in Ter Aar.

## Stedenbanden
Ter Aar heeft een stedenband met:
- Dobruška, Tsjechië, sinds 1990

## Bezienswaardigheden
Het Cultuurhistorisch museum is in de kern van Ter Aar gevestigd en laat de bezoekers wisselende tentoonstellingen zien. Ook is er een historisch kruidenierswinkeltje uit de periode 1900-1940 ingericht.
Naast het museum is nog een oud sluisje te zien, dit is echter niet meer in gebruik.

## Gemeentewapen
Bij Koninklijk Besluit is op 28 december 1859 aan de voormalige gemeente Ter Aar een wapen verleend. De beschrijving van het wapen luidt: "zijnde een schild parti, het eerste deel van keel (rood), het tweede van goud met een klimmende vos van keel".

## Geboren in Ter Aar
- Henk van Leeuwen van Oudewater (1890-1972), kunstschilder en tekenaar
- Huibertus van der Veen (1893-1969), evangelist, politicus en verzetsstrijder
- Petrus Henricus Akerboom (1910 - 1967) missionaris MSC
- Jan W. van der Hoorn (1923-2017), winnaar van de 9e Elfstedentocht in 1947
- Debora van der Hoorn (1927), schaatsster
- Jan J. van der Hoorn (1931-2016), 1 van de 5 bij de Elfstedentocht van 1956. Oprichter van Jan van der Hoorn Schaatssport
- Jos Valentijn (1952), schaatser
- Jody Pijper (1952), (stem-)actrice en zangeres
- Petra de Bruin (1962), wielrenster
- Mariska van Rossenberg (1976), echtgenote van Frans Bauer
- Marco de Hollander (1982), zanger
- Melissa Wijfje (1995), schaatsster

## Scholen
- Basisschool de Vaart (samengang van Basisscholen de Fontein, de Vossenschans en Het Kompas)